# Elite Volley Aarhus 2016-2017
Questa voce raccoglie le informazioni riguardanti l'Elite Volley Aarhus nelle competizioni ufficiali della stagione 2016-2017.

## Organigramma societario
Area direttiva
- Presidente: Jens Højriis Aarup

Area tecnica
- Allenatore: Ci Eshel
- Allenatore in seconda: Klaus Kramer
- Assistente allenatore: Ben Eshel

## Rosa
| N° | Nome               | Ruolo | Data di nascita   | Nazionalità sportiva |
| -- | ------------------ | ----- | ----------------- | -------------------- |
| 1  | Anne Ravn          | P     | 5 luglio 1992     | Danimarca            |
| 2  | Claudia Carrera    | P     | 11 dicembre 1995  | Danimarca            |
| 3  | Maja Sørensen      | S     | 28 luglio 1989    | Danimarca            |
| 5  | Cecilie Steffens   | S     | 4 aprile 1998     | Danimarca            |
| 6  | Trine Rask-Nielsen | C     | 11 marzo 1988     | Danimarca            |
| 7  | Elisabeth Poulsen  | S/O   | 17 febbraio 1990  | Danimarca            |
| 8  | Tenna Donslund     | S     | 10 agosto 1995    | Danimarca            |
| 9  | Emilie Krogh       | S     | 30 settembre 1997 | Danimarca            |
| 10 | Monique Roberts    | C     | 15 agosto 1990    | Stati Uniti          |
| 11 | Teresa Nielsen     | C     | 26 aprile 1995    | Danimarca            |
| 12 | Nanna Mølgård      | S     | 7 luglio 1996     | Danimarca            |
| 13 | Julie Pedersen     | L     | 24 gennaio 1990   | Danimarca            |
| 14 | Ditte Riis         | L     | 12 maggio 1996    | Danimarca            |